# Jan Štěrba
Jan Štĕrba, född den 1 juni 1981 i Prag, Tjeckien, är en tjeckisk kanotist.
Han tog OS-brons i K4 1000 meter i samband med de olympiska kanottävlingarna 2012 i London.
Vid de olympiska kanottävlingarna 2016 i Rio de Janeiro tog han en bronsmedalj i K-4 1000 meter.